# Осада Альхесираса (1369)
Осада Альхесираса (1369 год) была предпринята в период Реконкисты в Испании гранадским эмиром Мухаммедом V, чтобы вернуть себе город Аль-Хадра Аль-Язират, называемый христианами Альхесирас в Королевстве Кастилия. Осада длилась всего три дня, и эмир одержал победу. Таким образом, мусульмане вернули себе крупный город, который находился в руках кастильцев с тех пор, как Альфонсо XI Кастильский забрал его у марокканцев после долгой осады 1342—1344 годов. Через десять лет после захвата города, в 1379 году, гранадский эмир решил полностью разрушить город, чтобы он не попал в руки христиан. Было невозможно защитить это место в то время, когда мусульманские правители Пиренейского полуострова потеряли большую часть военной мощи, которой они обладали в прежние века.

## Исторический фон

Гранада — территория, полученная Кастилией или Португалией с 1292 по 1462 год.

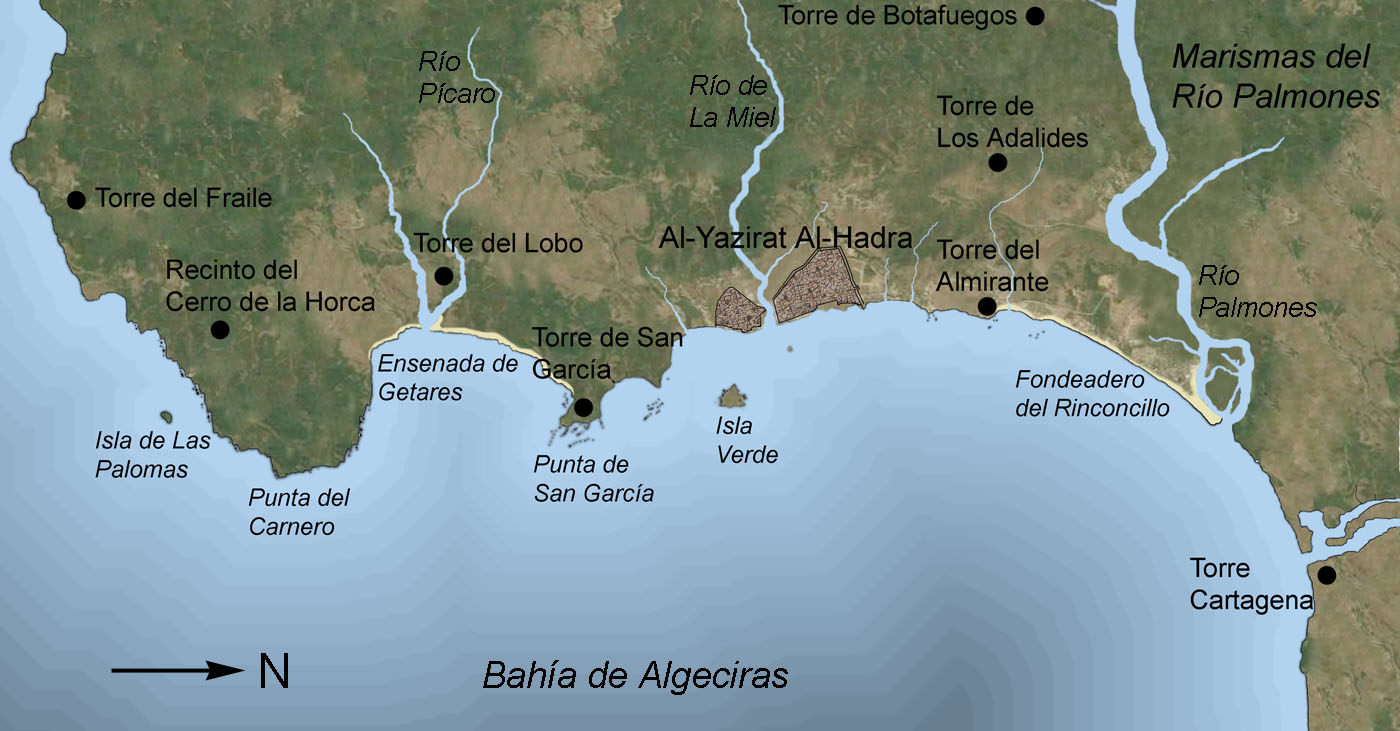
Район вокруг Аль-Хадра Аль-Язират. Север находится справа от этой карты.

Город Аль-Хадра Аль-Язират был первым городом, основанным мусульманами при Тарике ибн Зияде на Пиренейском полуострове на руинах римского города Юлия Традукта. В тринадцатом и четырнадцатом веках им владели правители Гранады и Марокко. Был завоеван Альфонсо XI Кастильским при осаде Альхесираса (1342—1344). Кастильский контроль над городом Альхесирас сыграл важную роль в передаче контроля над Гибралтарским проливом христианским королевствам.
Однако смерть Альфонсо XI во время осады Гибралтара в 1350 году вылилась в гражданскую войну между двумя наследниками престола Кастилии, Педро Жестоким и Энрике II Трастамарой. Гранадский эмир Мухаммед V начал политику дружбы с Кастилией, поддерживая Педро как законного наследника престола. Отношения с Арагоном, однако, не были такими дружественными, и арагонцы поддержали провозглашение Мухаммеда VI правителем Гранады в 1359—1362 годах.
Возвращение на гранадский трон Мухаммеда V в 1362 году и его поддержка короля Кастилии Педро Жестокого привели к более тесным отношениям между Арагоном и Энрике II. Окончание гражданской войны в Испании после смерти Педро в 1369 году убедило гранадцев в необходимости обезопасить свои границы с Кастилией и восстановить контроль над Гибралтарским проливом. Мавританский правитель теперь вступил в бой с королем Португалии Фернанду I против Энрике II, который, по его мнению, был узурпатором трона Кастилии. Мухаммед V нападет на Альхесирас, а португальцы нападут на различные места в Галисии.

## Осада
28 июля 1369 года Мухаммед V появился с большой армией у ворот города Альхесирас. Осада была установлена путем возведения осадных башен и развертывания своих солдат по периметру города. Альхесирас в это время состоял из двух отдельных городов, разделенных рекой Рио-де-ла-Миэль. Каждый город имел свои стены с крепкими башнями и воротами. После предыдущей осады многие городские стены были разрушены или сильно ослаблены, поэтому испанцам пришлось укреплять различные участки.
Спешная перестройка оставляла желать лучшего по сравнению с первоначальной тканью мавританской обороны тринадцатого века. Таким образом, главные ворота города, Пуэрта-дель-Фонсарио, подвергшиеся наибольшему количеству атак требушетов во время осады Альфонсо XI, были частично перестроены со слабой стеной из раствора. Сочетание сниженной физической защиты и небольшого гарнизона в городе после перемещения войск на север привело к тому, что мусульманская осада стала разрушительной для города.
Атаки сначала были сосредоточены на Вилья-Нуэва, южном из двух городов. Солдаты Мухаммеда V установили многочисленные осадные машины, использовали высокие лестницы, чтобы взобраться на стены и штурмовали город. В городе было мало защитников, и 30 июля пал Вилла Нуэва, которую мавры называли аль-Бинья. Все его обитатели были вырезаны.

## Капитуляция
Ужас, вызванный падением южного города, и уверенность в том, что из Кастилии не прибудет подкрепление, вынудили принять решение сдать осажденный город, прежде чем понести новые потери. Мэр Вилья-Вьеха, Алонсо Фернандес Портокарреро, 3-й сеньор Могуэр, попросил эмира Гранады предоставить жителям безопасное право покинуть город с их самым ценным имуществом. После всего лишь трех дней осады, в которой осадные орудия назарейцев использовались скорее как угроза, чем реальная попытка открыть брешь, испанские защитники Альхесираса сдали свое оружие.
31 июля войска Мухаммеда V вошли в городскую виллу Вьеха, позволив её обитателям уйти с вещами, которые они могли унести. Собор Альхесираса, бывшая мечеть, был возвращен исламскому культу, а король Гранады занял древнюю крепость, расположенную в Серро-де-Матагорда. Воздействие завоевания Аль-Хадра Аль-Язират на моральный дух жителей Гранады подтверждается многими хрониками, сделанными в Гранаде, восхваляющими военную операцию короля.

## Контроль Насридов

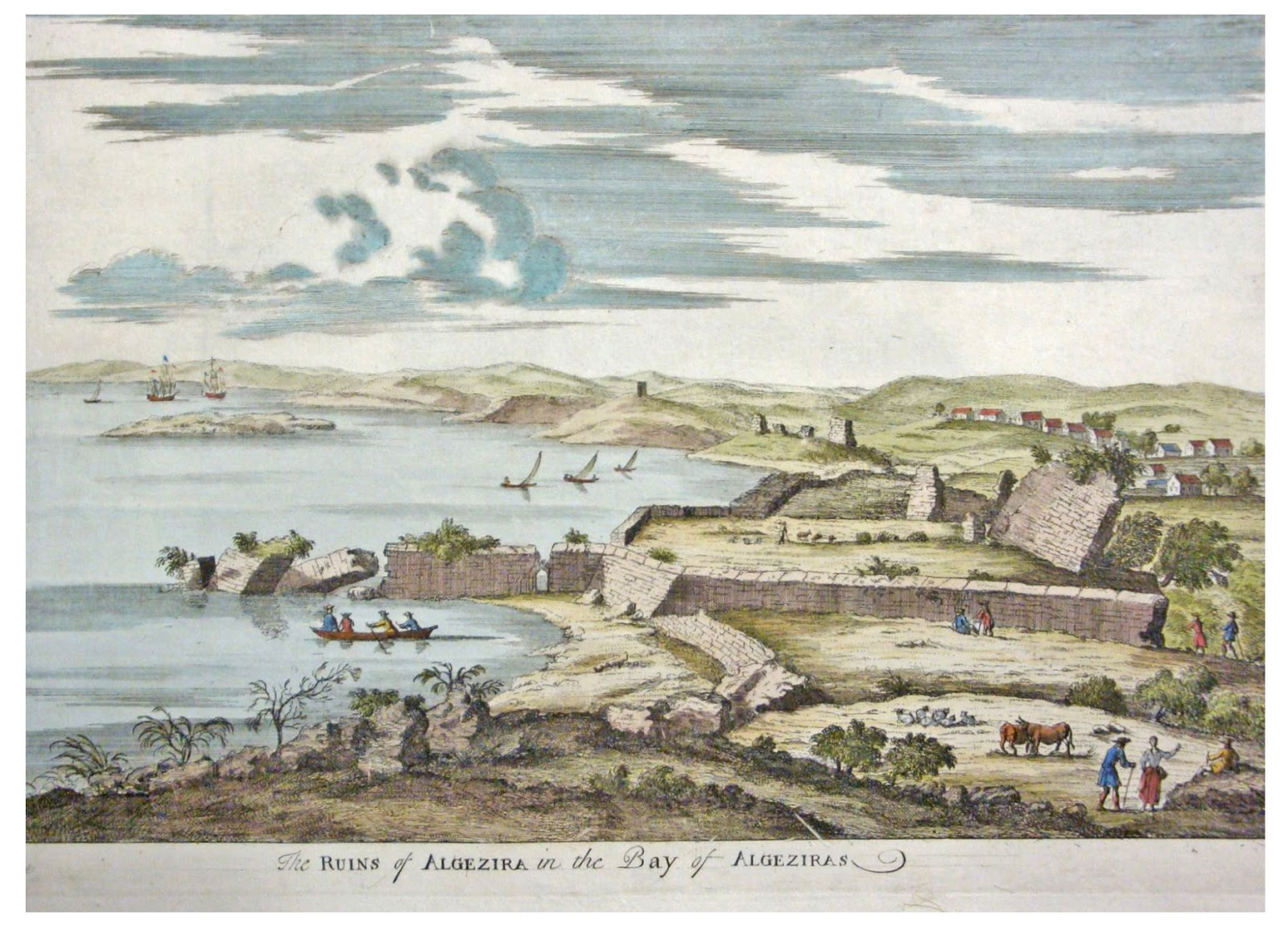
Руины Альхесираса на иллюстрации XVIII века

После взятия города Мухаммед V перестроил оборону и поставил гарнизон. В течение десяти лет город оставался в руках Гранады, но так и не достиг того значения, которое имел в прошлом. Гранадский эмират больше не был важной военной или экономической державой на полуострове, поэтому основное значение Альхесираса как порта для входа североафриканских войск и торговли уменьшилось. Никаких заметных событий в связи с городом не произошло, он почти исчез из письменных источников.
В 1379 году король Энрике II Кастильский скончался, и ему наследовал его сын Хуан I (1379—1390). Христианские королевства готовились к новому этапу завоевания. В этих условиях мавританское королевство рассматривало возможность укрепления своей границы с Кастилией. В заливе Альхесирас было два портовых города, Альхесирас и Гибралтар. Несмотря на силу Альхесираса, Гибралтар было легче защищать из-за естественной защиты. С другой стороны, у Альхесираса было более 5000 метров (16000 футов) стен, и для защиты требовалось гораздо больше солдат.

## Разрушение города
Выбор был очевиден. Город Аль-Язират пришлось оставить, чтобы Гранада могла сосредоточить будущие оборонительные усилия на соседнем Гибралтаре. Оставление города должно сопровождаться разрушением его укреплений, чтобы сделать их непригодными для использования в случае повторной оккупации Кастилией. Стены были демонтированы, порт был заблокирован, а основные здания Альхесираса разрушены, включая дворец и крепость. Дома города были сожжены. Город оставался в руинах до 1704 года, когда захват Гибралтара англичанами вынудил коренное население этого города укрыться в руинах старого Альхесираса.